# Campionat Mundial de Karate
El Campionat Mundial de Karate és el principal torneig de karate al món. Es realitza des del 1970 i actualment es disputa cada dos anys. Els lluitador japonesos històricament han estat els més forts en aquest campionat, guanyant el títol de millor nació en 10 oportunitats.

## Campionats
| Any  | Seu             | Millor Nació        |
| ---- | --------------- | ------------------- |
| 1970 | Tokyo           | Japó                |
| 1972 | París           | França              |
| 1975 | Long Beach      | Japó                |
| 1977 | Tokyo           | Països Baixos       |
| 1980 | Madrid          | Espanya             |
| 1982 | Taipei          | Japó                |
| 1984 | Maastricht      | Regne Unit          |
| 1986 | Sydney          | Japó                |
| 1988 | El Caire        | Japó                |
| 1990 | Ciutat de Mèxic | Japó                |
| 1992 | Granada         | Espanya             |
| 1994 | Kota Kinabalu   | Japó                |
| 1996 | Sun City        | Regne Unit          |
| 1998 | Rio de Janeiro  | França              |
| 2000 | Múnic           | França              |
| 2002 | Madrid          | Espanya             |
| 2004 | Monterrey       | Japó                |
| 2006 | Tampere         | Itàlia              |
| 2008 | Tokyo           | Japó                |
| 2010 | Belgrad         | Sèrbia              |
| 2012 | París           | França              |
| 2014 | Bremen          | Japó                |
| 2016 | Linz            | Àustria             |
| 2018 | Madrid          | Espanya             |
| 2021 | Dubai           | Emirats Àrabs Units |
| 2023 | Budapest        | Hongria             |
| 2025 | El Caire        | Egipte              |

## Medaller
| N° | País          | Or | Plata | Bronze | Total |
| -- | ------------- | -- | ----- | ------ | ----- |
| 1  | Japó          | 76 | 45    | 47     | 168   |
| 2  | França        | 43 | 415   | 57     | 141   |
| 3  | Espanya       | 20 | 20    | 65     | 105   |
| 4  | Itàlia        | 17 | 29    | 44     | 90    |
| 5  | Turquia       | 11 | 6     | 24     | 41    |
| 6  | Països Baixos | 10 | 9     | 12     | 31    |
| 7  | Alemanya      | 7  | 11    | 30     | 48    |
| 8  | Estats Units  | 6  | 11    | 15     | 32    |
| 9  | Iran          | 4  | 6     | 15     | 25    |
| 10 | Finlàndia     | 4  | 3     | 8      | 15    |
| 11 | Suècia        | 3  | 4     | 5      | 12    |
| 12 | Veneçuela     | 3  | 3     | 8      | 14    |
| 13 | Rússia        | 3  | 3     | 7      | 13    |
| 14 | Egipte        | 3  | 3     | 2      | 8     |